# Alexanderskyrkan
Alexanderskyrkan (finska: Aleksanterin kirkko) är en kyrka i den finländska staden Tammerfors. Kyrkan används av Pynike församling. Kyrkobyggnaden byggdes åren 1880-1881 i tegel i nygotisk stil efter ritningar av arkitekt Theodor Decker. Den har fått sitt namn efter Alexander II, rysk tsar och storfurste av Finland.
Kyrkan rymmer cirka 1400 personer. Orgeln är gjord av Kangasala orgelbyggeri 1939. Kyrkans altartavla är målad av Alexandra Frosterus-Såltin 1883.
Under sommaren fungerar kyrkan som vägkyrka.